# Паметник на Петко и Пенчо Славейкови
Паметникът на Петко и Пенчо Славейкови е бронзова многофигурна скулптурна композиция, разположена в северния край на площад „Петко Славейков“ София.
Славейкови са изобразени в естествен ръст, с присъщо за всеки от тях и времето облекло, седнали на разговор на една пейка. Паметникът е поставен срещу мястото, на което се е намирала къщата, в която живее Петко Славейков със семейството си през 1879 г.
Идеята за създаването на паметника идва от автора на проекта на реконструкцията на площад „Петко Р. Славейков“ от 1998 г. арх. Станислав Константинов. Автор на скулптурата е професор Георги Чапкънов. Тържественото откриване на паметника е проведено на 11 май 2000 г. На площада е извършена реконструкция през 2019 г., вследствие на която паметникът е преместен малко по-навътре по улица „Солунска“.